# Luise Kraushaar
Luise Olga Charlotte Kraushaar, geborene Szepansky, (* 13. Februar 1905 in Berlin-Wedding; † 10. Januar 1989 in Ost-Berlin) war eine deutsche Funktionärin der Kommunistischen Partei Deutschlands (KPD), später der Sozialistischen Einheitspartei Deutschlands (SED) und Widerstandskämpferin gegen den Nationalsozialismus, unter anderem in der Résistance.

## Leben
Luise Szepansky war die Tochter des Malermeisters Emil Szepansky (1877–1968)  und seiner Ehefrau Margarete, geborene Schmidt (1873–1948). Die Familie lebte ursprünglich im Wedding und zog noch vor dem Ersten Weltkrieg in den Vorort Mariendorf. 1919 wurde sie Mitglied in der Freien Sozialistischen Jugend, aus der 1920 der Kommunistische Jugendverband Deutschlands wurde, und später Vorsitzende dessen Ortsverbands in Mariendorf. 1924 trat sie auch in die KPD ein. Sie besuchte ein Mädchengymnasium und absolvierte eine kaufmännische Ausbildung, während der sie sich ab 1923 auch gewerkschaftlich im Zentralverband der Angestellten (Mitglied des AfA-Bunds) organisierte.
Luise Kraushaar war um 1930 im Antimilitärischen Apparat der KPD Sekretärin mit besonderen Aufgaben: Sie dechiffrierte Spionagebotschaften, tippte Namenslisten und Berichte. Ihr Büro hatte sie bei der Sekretärin von Albert Einstein – die KPD hatte ein Zimmer bei Helene Dukas gemietet. Mieterin der Wohnung war aber nicht Einsteins Sekretärin, sondern deren Schwester Rosa Dukas. Auch Leo Roth, im Informationsdienst der KPD zuständig für „spezielle Verbindungen“ hatte einen Schlüssel zu dieser Wohnung in Berlin-Friedenau.
Bis zu ihrer Emigration war sie im für Apparat für Betriebsberichterstattung der KPD tätig für Wilhelm Bahnik. Nach ihrer Emigration wurde diese Funktion von Erna Eifler übernommen. Sie emigrierte 1934 über die Tschechoslowakei in die Sowjetunion und war dort im nachrichtendienstlichen Apparat der Kommunistischen Internationalen (Komintern) tätig. Ab Juni 1934 war sie in für Chiffrierungen in der Abteilung für internationale Verbindungen unter der Leitung von Alexander Abramow-Mirow.
Im Dezember 1935 wurde sie nach Paris entsandt und arbeitete dort unter anderem zusammen mit Paula Nuding wieder für die Chiffrierabteilung des Komintern-Nachrichtendienstes und ab 1937 auch für die von Bruno Frei geleitete Nachrichtenagentur „Deutsche Informationen“. Ab April 1939 arbeitete sie als Sekretärin von Hans Renner für das Pariser Emigranten-Komitee. Im Mai 1940 wurde sie verhaftet und von französischen Behörden in das Internierungslager Camp de Gurs gebracht, aus dem sie aber kurze Zeit später zusammen mit Irene Wosikowski und Thea Saefkow flüchten konnte. Ab Juni 1940 lebte sie in Toulouse, ab Dezember 1940 als Sekretärin von Otto Niebergall und wurde Mitglied der KPD-Leitung für Südfrankreich. 1941 begegnete sie Maria Leitner in Marseille. Im November 1943 zog sie selbst in diese Stadt und unterstützte die Résistance und das Komitee Freies Deutschland für den Westen (KFDW) unter anderem durch die Redaktion der Zeitung Unser Vaterland. 1944/45 war sie Beauftragte des KFDW für Arbeit unter deutschen Kriegsgefangenen in Frankreich.
Nach der Kapitulation Deutschlands 1945 ging sie zunächst nach Hamburg. 1947 wurde sie in Berlin Instrukteurin für Kaderpolitik im Apparat des Zentralkomitees der SED. Anschließend war sie eine Zeit lang Referentin im Ministerium für Kultur der Deutschen Demokratischen Republik, später Abteilungsleiterin in der Hauptverwaltung Verlage und ab 1958 als wissenschaftliche Mitarbeiterin im Zentralen Parteiarchiv und dem Institut für Marxismus-Leninismus beim Zentralkomitee der SED (IML), dort mit Forschungsarbeiten und Publikationen der SED zur deutschen antifaschistischen Widerstandsbewegung.
Durch ihren Aufenthalt in Frankreich hatte sie perfekte Französischkenntnisse und wurde deshalb beauftragt, zusammen mit dem für die Geschichte der Roten Kapelle zuständigen Karl-Heinz Biernat eine zwischen dem IML und dem NS-Archiv des Ministeriums für Staatssicherheit abgestimmte Publikation zu betreuen.
1980 wurde sie mit der Ehrenspange zum Vaterländischen Verdienstorden in Gold ausgezeichnet, nachdem sie diesen Orden 1975 erhalten hatte.
Ihr jüngerer Bruder war der Autor, Maler und Widerstandskämpfer Wolfgang Szepansky.

## Schriften (Auswahl)
- Während des zweiten Weltkrieges in Paris, Nîmes und Marseille. In: Im Kampf bewährt. (Erinnerungen deutscher Genossen an den antifaschistischen Widerstand von 1933-1945). Karl Dietz Verlag, Ost-Berlin 1969, DNB 457053356, S. 591–631.
- Deutsche Widerstandskämpfer 1933 bis 1945. Biographien und Briefe. 2 Bände. Karl Dietz Verlag, Ost-Berlin 1970, DNB 456423486.
- Die Schulze-Boysen/Harnack-Organisation im antifaschistischen Kampf. Mit Karl Heinz Biernat. Karl Dietz Verlag, Ost-Berlin 1970, DNB 456110836.
- Berliner Kommunisten im Kampf gegen den Faschismus 1936 bis 1942. Robert Uhrig und Genossen. Karl Dietz Verlag, Ost-Berlin 1981, DNB 820237590.